# Neue Straße 15 (Magdeburg)

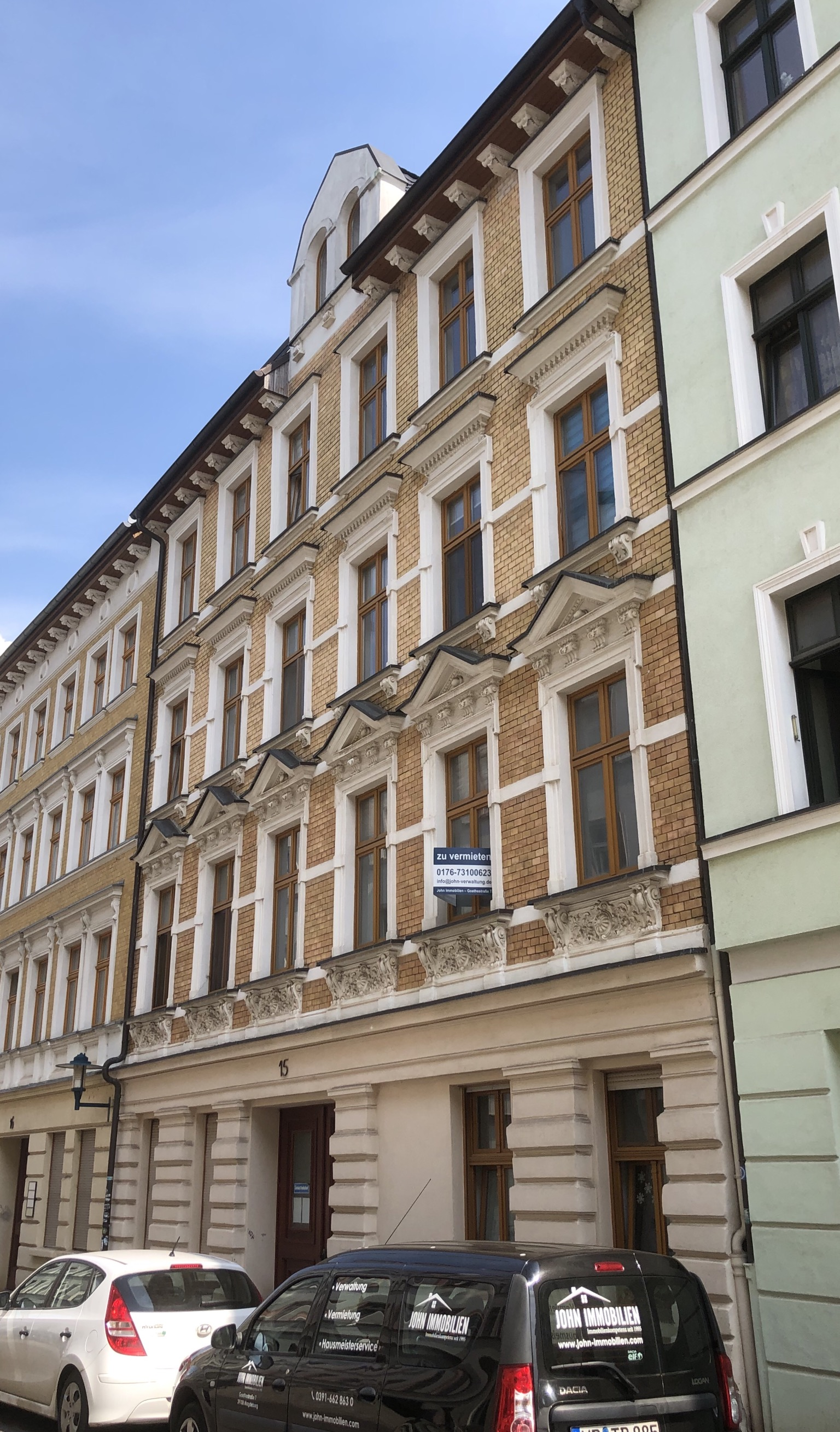
Wohnhaus Neue Straße 15

Das Gebäude Neue Straße 15 ist ein denkmalgeschütztes Wohnhaus in Magdeburg in Sachsen-Anhalt.

## Lage
Es befindet sich auf der Südseite der Neuen Straße im Magdeburger Stadtteil Buckau. Östlich grenzt das gleichfalls denkmalgeschützte Haus Neue Straße 16 an.

## Architektur und Geschichte
Der repräsentativ gestaltete viergeschossige Bau entstand im Jahr 1889 für den Töpfermeister Carl Becker. Die aus gelben Ziegeln und verputzten Flächen bestehende sechsachsige Fassade ist im Stil der Neorenaissance gestaltet. Im Erdgeschoss besteht eine Rustizierung. Neben dem straßenseitigen Vorderhaus entstanden auch Seiten- und zwei Hinterhäuser und somit auch zwei Innenhöfe. Im letzten Hinterhaus war die Töpferwerkstatt Beckers eingerichtet.
Im örtlichen Denkmalverzeichnis ist das Wohnhaus unter der Erfassungsnummer 094 82621 als Baudenkmal verzeichnet.
Das Gebäude ist als Teil der erhaltenen gründerzeitlichen Straßenzeile prägend für das Straßenbild und gilt als Beispiel eines typischen Mietshauses der Bauzeit.